# Negastriinae
Negastriinae Nakane et Kishii, 1956 — подсемейство жуков из семейства жуков-щелкунов.

## Описание
Мелкие жуки длиной тела от 3 до 5 миллиметров, относительно широкие. Усики проволочной формы и не очень длинные. Переднеспинка сводчатая с закругленными сторонами, плотно пунктирована. На надкоыльях часто встречаются светлые пятна. 
Личинки цилиндрические, гладкие, с восковой поверхностью и разбросанными волосками, часто красноватыми или желтоватыми. Голова несколько плоская с передними челюстями. Задний сегмент личинок обычно имеет пару выступов различной формы; ноги короткие.

## Систематика
- Agrypnella
- Fleutiauxellus
- Lazorkoia
- Microhypnus
- Migiwa
- Negastrius C.G. Thomson, 1859
- Neoarhaphes
- Neohypdonus
- Oedostethus
- Paradonus
- Pseudarhaphes Dolin & Girard, 1998[1]
- Quasimus
- Rivulicola Calder, 1996[2]
- Tropihypnus Reitter, 1905[3]
- Zorochros